# Charles-Henri Cournault
Pour les articles homonymes, voir Cournault.
Charles-Henri Cournault, né le 9 septembre 1876 à Nancy et mort le 7 février 1963 à Rosières-aux-Salines, est un homme politique français sénateur de Meurthe-et-Moselle de 1937 à 1941.

## Biographie
Fils de Édouard Cournault, conseiller général de Meurthe-et-Moselle, il est propriétaire à Méréville. En 1904, il en devient maire à 28 ans et le reste jusqu'en 1945. Pendant son service militaire, il plante plusieurs milliers de mirabelliers. Il promouvra la mirabelle de Lorraine.
Capitaine de réserve durant la Première Guerre mondiale, il se fait particulièrement remarquer à la bataille de Verdun. Il est décoré de la Légion d'honneur et obtient la Croix de guerre avec cinq citations ainsi que la Croix de guerre belge.
De 1937 à 1941, il représente le département de Meurthe-et-Moselle au Sénat où il dépose une proposition de loi sur les semences.
Il est de très nombreuses associations et organisations liées à l'agriculture dont l'Académie d'agriculture. Il était en outre président d'honneur de la Société des agriculteurs de France, secrétaire en 1900 puis secrétaire général en 1919 de la Société centrale d'agriculture et de la Chambre d'agriculture de Meurthe-et-Moselle, et c'est au titre du ministère de l'agriculture qu'en 1932, il est promu officier de la Légion d'honneur et vice-président de la Confédération des associations agricoles des régions dévastées. Il est nommé membre du Conseil supérieur des chemins de fer en 1922. 
Entre les deux guerres, il œuvre à reconstruire le Pays par l'animation et la cohésion des Associations professionnelles. Lors du vote des pleins pouvoirs à Pétain, il fait partie des sept "refus de vote" avec son compatriote Louis Marin. Sous Vichy, il est néanmoins nommé membre du Conseil national. Après la Deuxième Guerre mondiale, il lutte pour la restauration des Chambres d'Agriculture dont l'existence était menacée.

### Décoration
- Officier de la Légion d'honneur (1932)
- Chevalier de la Légion d'honneur (1920)
- Croix de guerre 1914–1918, palme d'argent
- Croix de guerre (Belgique)
- Chevalier de l'ordre du Mérite agricole

## Sources
- « Charles-Henri Cournault », dans le Dictionnaire des parlementaires français (1889-1940), sous la direction de Jean Jolly, PUF, 1960 [détail de l’édition]
- Jean El Gammal, François Roth et Jean-Claude Delbreil, Dictionnaire des Parlementaires lorrains de la Troisième République, Serpenoise, 2006 (ISBN 2-87692-620-2 et 978-2-87692-620-2, OCLC 85885906, lire en ligne), p. 145